# Luksorski muzej
Luksorski muzej je arheološki muzej v Luksorju (starodavne Tebe), Egipt. Muzej stoji ob cesti, vsekani v strmi vzhodni breg Nila.

## Ustanovitev
Muzej  je bil odprt leta 1975. Njegova zbirka je veliko skromnejša od zbirke v glavnem državnem Egipčanskem muzeju v Kairu. Skromnost je namerna, ker so dragoceni predmeti v manj natrpanem prostoru in z jasnimi večjezičnimi napisi veliko bolj opazni.
Muzej je ustanovilo Egiptovsko ministrstvo za kulturo. Najelo je vrhunskega egiptovskega arhitekta dr. Mahmuda El Hakima, ki je leta 1962 izdelal načrte zanj. Muzejske umetnine so bile v muzej postavljene med letoma 1972 in 1975.

## Zbirka
Med razstavljenimi predmeti so grobni pridatki iz grobnice faraona Tutankamona iz Osemnajste dinastije (KV62) in zbirka 26 kipov iz obdobja Novega kraljestva, ki so bili leta 1989 najdeni zakopani v luksorskem zakladu kipov v bližnjem templju. Od marca 2004 sta na ogled tudi mumiji faraonov Ahmoza I. in Ramzesa I. Pomemben eksponat je rekonstrukcija ene od sten Ehnatonovega templja v Karnaku. V zbirki je tudi kalcitni dvojni kip boga krokodila Sobeka in faraona Amenhotepa III. iz Osemnajste dinastije.
- Del rekonstruiranega zidu templja faraona Amenhotepa IV. v Karnaku
- Kip faraona Amenhotepa III. (okoli 1390–1352 pr. n. št.); kvarcit, višina 2,49 m[3]
- Faraon Horemheb kleči pred buginjo Atum
- Bog Amon in boginja Mut

- Kamozova stela (okoli 1550 pr. n. št.); apnenec, višina 2,3 m, širina 1,1 m, debelina 28,5 cm iz templja v Karnaku[4]
- Pisar Amenofis, sin Hapuja (okoli 1390–1352 pr. n. št.); granodiorit, višina 1,3 m[5]
- Glava faraona Amenhotepa III.
- Kip Tutmoza III.
- Bog Sobek in Amenofis III.